# Diané Sellier
Diané Sellier (29 luglio 2001) è un pattinatore di short track francese, che gareggia con la nazionale polacca.

## Biografia
Ha iniziato a pattinare nel club di Fontenay-sous-Bois all'età di sei anni.
Nel 2010 ha subito un distorsione al ginocchio sinistro. Nel 2014 si è rotto la tibia destra, per poi fratturarsela nuovamente l'anno successivo. Si è rotto l'omero nel 2018 e si è sottoposto ad un intervento chirurgico.
Intrattiene una relazione sentimentale con Kamila Stormowska, anche lei pattinatrice di short track di caratura internazionale.

## Carriera

### Nazionale francese
Ha parteciato al Festival olimpico invernale della gioventù europea di Erzurum  2017, vincendo la medaglia d'oro nei 1000 m, precedendo sul podio il turco Hazar Karagöl e il russo Aleksei Simakin, e quella di bronzo nei 500 m, alle spalle del lituano Salvijus Ramanauskas e del lussemburghese Peter Murphy.
Nel novembre 2019 si è piazzato all'ottavo posto nella gara di Coppa del Mondo di 500 metri a Salt Lake City. Nel febbraio 2020, ha partecipato ai mondiali junior di Bormio 2020 e si è piazzato 4º nei 1000 metri e 11° nei 500 metri.
Con la squadra francese si allenava a Font Romeu, dove era lontano dalla famiglia e dagli amici e dove ha sofferto psicologicamente, al punto che non sembrava più divertirsi a pattinare. Nel 2020, all'età di 19 anni, ha deciso di smettere di pattinare.
L'allenatore della nazionale polacca, il francese Grégory Durand, sentendo la notizia, gli ha proposto di trasferirsi in Polonia e di allenarsi con la squadra nazionale polacca e lui ha accettato l'invito.

### Nazionale polacca
Nel marzo 2021 è stato autorizzato a gareggiare sotto la bandiera polacca nelle competizioni internazionali, ma non ha potuto partecipare ai Giochi Olimpici per l'assenza di nazionalità. Ha iniziato il processo di naturalizzazione. Il mese successivo ha conquistato la qualificazione della nazionale alla Coppa del Mondo.
Agli europei di Danzica 2023 ha vinto la medaglia di bronzo nella staffetta 5000 metri, gareggiando con Paweł Adamski, Łukasz Kuczyński e Michał Niewiński.

## Palmarès

### Per la Polonia
- Mondiali

Rotterdam 2024: bronzo nella staffetta 5000 m;
Pechino 2025: bronzo nella staffetta mista 2000 m;
- Europei

Danzica 2023: bronzo nella staffetta 5000 m;
Danzica 2024: argento nella staffetta mista 2000 m; bronzo nella staffetta 5000 m;
Dresda 2025: argento nella staffetta 5000 m; bronzo nella staffetta mista 2000 m;

### Per la Francia
- Festival olimpico della gioventù europea

Erzurum 2017: oro nei 1000 m; bronzo nei 500 m;